# Старый Шагирт
Старый Шагирт — село в Куединском районе Пермского края, центр Шагиртского сельского поселения.

## Географическое положение
Расположено на реке Шагирт, правом притоке реки Буй, примерно в 30 км к западу от Куеды.

## История
Поселение известно с 1816 года как деревня Шагирт. Селом стало в 1841 году, когда здесь была построена Вознесенская единоверческая деревянная церковь. В 1933 году в селе создан Уральский госконезавод № 6, который 26 мая 1960 года преобразовали в совхоз «Уральский».
Вознесенская единоверческая церковь сгорела в 1880 году. Взамен её в 1883 году на средства прихожан и пожертвования сооружена новая. Закрыта 23 декабря 1929 года.

## Население
| 2010 |
| ---- |
| 820  |

## Топографические карты
- Лист карты O-40-123. Масштаб: 1 : 100 000. Состояние местности на 1982 год. Издание 1984 г.